# Waldemar Dreyer
Waldemar Johan Dreyer (29. januar 1853 i København – 15. september 1924 sammesteds) var en dansk læge og forfatter.
Han blev student 1871 fra Schneekloths Skole, cand. med. 1878, nedsatte sig som praktiserende læge først i Jylland, senere på Fyn og blev 1893 distriktslæge i Ringsted. Dreyer, der allerede som ganske ung dyrkede zoologi og botanik, kom senere ind på arkæologiske og etnografiske studier og offentliggjorde resultater af disse i tidsskrifter og blade.
Af større arbejder har han udgivet en populær etnografi Naturfolkenes Liv (1898) og en populær arkæologi Nordens Oldtid (1899), begge i "Frem", samt Vor Klodes Dyr (3 bind, 1900-04, delvis sammen med J.O. Bøving-Petersen), Jorden i Tekst og Billeder (3 bind, 1905-07) og Den hvide Races Sejrsgang (2 bind, 1909-10), en populær fremstilling af
kolonialhistorien.
Fra 1912 redigerede Dreyer det populært-naturvidenskabelige tidsskrift "Fra Naturens Værksted", i hvilket han selv har skrevet talrige artikler. Tillige har han været en flittig oversætter, af værker af blandt andre Hagenbeck, Hedin og Fabre. Han deltog som skibslæge på rigsdagsmændenes skib Atlanta i kongefærden til Færøerne og Island 1907.
Efter Julius Schiøtts død blev Dreyer oktober 1910 direktør for Zoologisk Have, for hvis fremgang – både med hensyn til at bringe dyrebestanden op på et så højt trin som muligt og dens trivsel under så gode forhold, som fangenskabet tillader det – hans rige erfaringer fra en mængde besøg i udlandets zoologiske haver har været af stor betydning. Han var Ridder af Dannebrog.